# Hertogdom Aarschot
Het hertogdom Aarschot was een heerlijkheid in de Zuidelijke Nederlanden die verschillende kleinere heerlijkheden omvatte. De titel Hertog van Aarschot is in 1532 verleend aan de familie Croÿ die voordien al heren en markiezen van Aarschot waren.
De heerlijkheid is opgeheven met de Franse revolutie, maar de titel wordt vandaag nog gedragen door de hertogen van Arenberg.

## Samenstelling
Het hertogdom was samengesteld uit:
- de baronie Aarschot: met de stad Aarschot en de dorpen Rillaar, Testelt, Langdorp, Betekom, Messelbroek, Baal en Gelrode
- de baronie Rotselaar: Rotselaar, Haacht, Werchter, Wakkerzeel, Wijgmaal, Ninde, en Tremelo
- de baronie Heverlee: Heverlee, Bertem, Oud-Heverlee, Sint-Joris-Weert, Blanden, Vaalbeek
- de baronie Bierbeek: Bierbeek, Hamme-Mille, Haasrode, Meerbeek en het Meerdaalwoud

De zetel van het hertogdom bevond zich in Heverlee, op het Kasteel van Arenberg.

## Heren van Aarschot

### Huis Brabant
- Godfried van Brabant (12??-1302), zoon van Hendrik III, kreeg de heerlijkheid Aarschot als apanage en sneuvelde in de Guldensporenslag
- zijn dochter Alix of Adelheid (†1315), trouwde met Jan III van Harcourt

### Huis Harcourt
- Jan IV van Harcourt (†1346)
- Jan V van Harcourt (†1355)
- Lodewijk van Harcourt (†1388), zoon van Jan V van Harcourt
- Filips van Harcourt (†1403), jongere broer van voorgaande

### Huis Lotharingen-Vaudémont
- Margaretha van Lotharingen-Vaudémont (14??-1477), vrouwe van Aarschot, dochter van Anton van Vaudémont en Maria van Aumale, op haar beurt een dochter van Jan VII van Harcourt. Zij trouwde met Anton van Croÿ, graaf van Porcéan en Guînes.

### Huis Croÿ
- Filips I van Croÿ (14??-1511), 2e graaf van Porcéan, 2e graaf van Guînes en heer van Aarschot
- Hendrik van Croÿ (1456-1514), 3e graaf Porcéan, graaf van Seneghem en heer van Aarschot
- Willem II van Croÿ

## Markgraven van Aarschot (huis Croÿ)
- Willem II van Croÿ (1458-1521), sinds 1518 graaf van Beaumont, sinds 1518 hertog van Soria en Archi en sinds 1521 markgraaf van Aarschot
- Filips II van Croÿ (1496-1549)

## Hertogen van Aarschot

### Huis Croÿ
- Filips II van Croÿ (1496-1549), sinds 1514 graaf van Porcéan, sinds 1521 hertog van Soria en Archi, 2de graaf van Beaumont, sinds 1532 markgraaf van Renty en sinds 1532 hertog van Aarschot
- Karel II van Croÿ (1522-1551)
- Filips III van Croÿ (1526-1595)
- Karel III van Croÿ (1560-1612)
- Anna van Croÿ (1564-1635), gehuwd met Karel van Ligne, vorst van Arenberg (1550-1616)

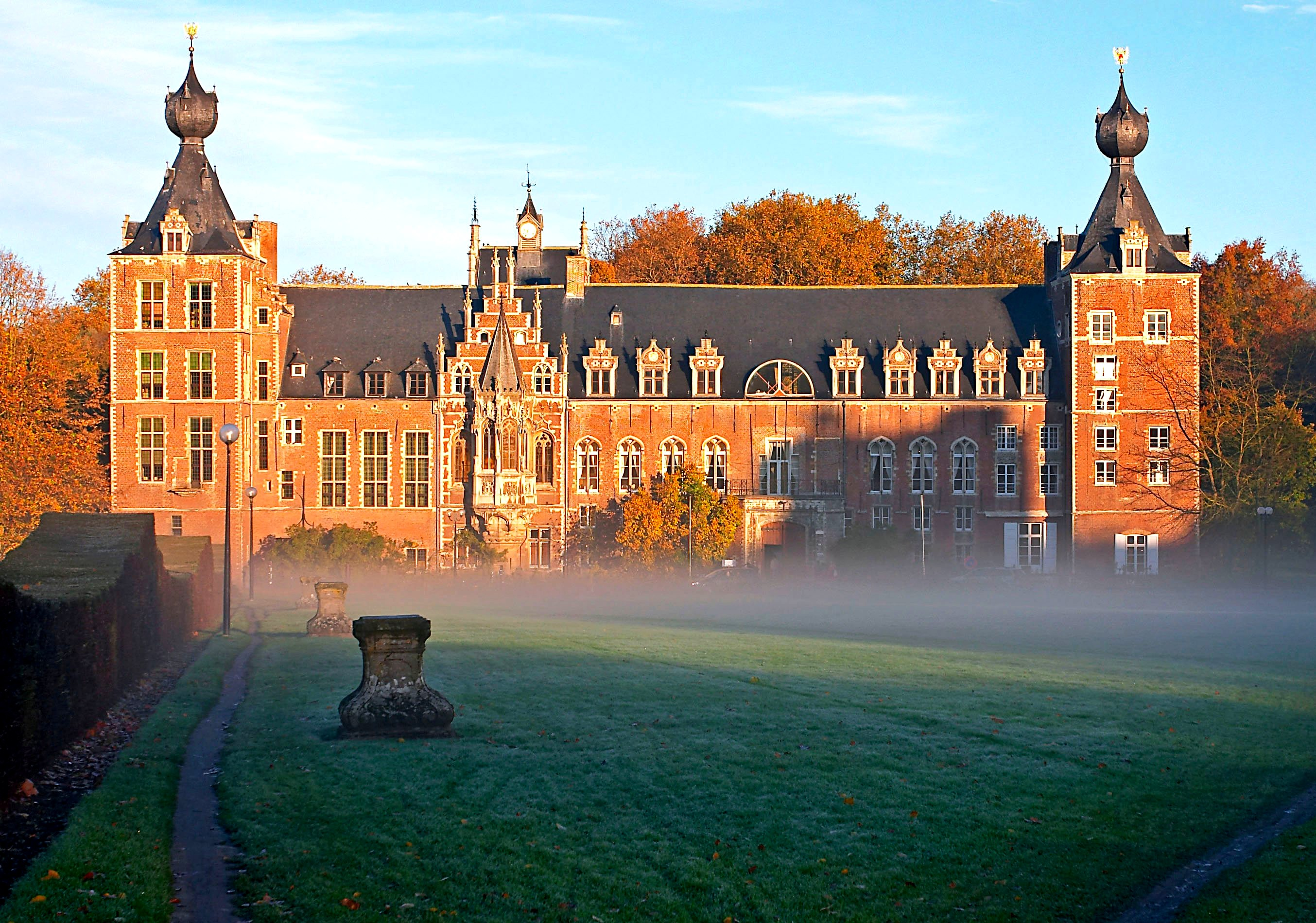
Kasteel van Arenberg in Heverlee

### Huis Ligne/Arenberg
- Filips Karel (1587-1640)
- Filips Frans (1625-1674)
- Karel Eugenius (1633-1681)
- Filips Karel Frans (1663-1691)
- Leopold Filips (1690-1754)
- Karel Marie Raymond (1721-1778)
- Lodewijk Engelbert (1750-1820)
- Prosper Lodewijk (1785-1861)
- Engelbert August (1824-1875)
- Engelbert Marie (1872-1949)
- Engelbert Karel (1899-1974)
- Erik van Arenberg (1901-1992)
- Jan Engelbert van Arenberg (1921-2011)
- Leopold van Arenberg (°1956)